# Ettore Zapparoli
Ettore Zapparoli (Mantova, 21 novembre 1899 – Macugnaga, 18 agosto 1951) è stato un alpinista italiano.

## Biografia
Mantovano di nascita, milanese d'adozione, amico di Dino Buzzati e Guido Rey, deve la sua fama alla sua attività di alpinista che a lungo ha esplorato la parete est del Monte Rosa di Macugnaga con diverse salite in solitaria.
Figlio di Luigi Zapparoli, medico, e di Anita Nuvolari, parente di Tazio Nuvolari, si laureò in Economia e Commercio a Ca' Foscari a Venezia e si diplomò in Composizione al Conservatorio di Parma.
Nel 1934 ha raggiunto il colle Gnifetti salendo da Macugnaga e la diretta alla Punta Doufour, come variante finale del canalone Marinelli. Nel 1937 apre la via nota come Cresta del Poeta che arriva sulla punta Nordend, dedicandola all'amico Guido Rey.
Il 17 e il 18 settembre 1948 traccia Canalone della Solitudine, ma sull'impresa gravano alcuni dubbi.

## Incidente sul Monte Rosa
Scompare nel 1951 nel corso dell'ennesima scalata mentre tentava, solo come sempre, di risolvere il problema della diretta alla Punta Zumstein, senza dubbio la cima più pericolosa della parete est del Monte Rosa.
Il 9 settembre 2007 un escursionista alla ricerca di minerali trova pochi reperti biologici, frammenti del vestiario e dell'attrezzatura tecnica, indizi che circoscrivono i reperti agli Anni '40 e '50, periodo in cui quattro alpinisti erano scomparsi in quella zona. Successivamente le analisi genetiche permettono di attribuire definitivamente a Zapparoli i resti rinvenuti.

## Altre attività
È stato anche un romanziere e musicista.
(Ettore Zapparoli, Il silenzio ha le mani aperte, 1949)

## Opere
- Blu Nord, Martucci editore, Milano, 1936
- Il silenzio ha le mani aperte, Montes, Torino, 1949

## Riconoscimenti
C'è una cappelletta a lui dedicata vicino al rifugio Zamboni a circa 2100 m.